# Król Roger (poemat)
Król Roger (Król Rother) – epos powstały w latach 1144–1156; zaliczany do tzw. epiki śpiewaków wędrownych. Należą tu również Orendel, Oswald, Salomon i Marchołt, Książę Ernest.
Autorem tego eposu którego fragmenty zapisane są w 5 rękopisach (XII-XIV w.) jest prawdopodobnie duchowny z Nadrenii. Wykorzystawszy fakt wyprawy krzyżowej sycylijskiego króla Rogera II, stworzył epos w oparciu o krążące w ustnych podaniach historie o uprowadzeniu narzeczonej (król Rother ubiega się o rękę córki cesarza bizantyjskiego) przeplecione wątkami fantastycznymi i elementami farsowymi. Z trudem można się w nich dopatrzyć treści historycznej.